# Purrel Fränkel
Purrel Fränkel (Paramaribo, 8 ottobre 1976) è un ex calciatore surinamese, di ruolo difensore.

## Palmarès

### Club

#### Competizioni nazionali
- Eerste Divisie: 1

De Graafschap: 2009-2010